# Efferia yuma
Efferia yuma este o specie de muște din genul Efferia, familia Asilidae, descrisă de Wilcox în anul 1966.
Este endemică în Arizona. Conform Catalogue of Life specia Efferia yuma nu are subspecii cunoscute.